# Mazapa de Madero
Mazapa de Madero là một đô thị thuộc bang Chiapas, México. Năm 2005, dân số của đô thị này là 6845 người.